# N-Methylperfluoroctansulfonamidoethanol
N-Methylperfluoroctansulfonamidoethanol ist eine chemische Verbindung aus der Gruppe der per- und polyfluorierten Alkylverbindungen und der Sulfonamide.

## Vorkommen
N-Methylperfluoroctansulfonamidoethanol wurde in Hausstaub nachgewiesen.

## Gewinnung und Darstellung
N-Methylperfluoroctansulfonamidoethanol kann durch Reaktion von Perfluoroctansulfonylfluorid mit Methylamin und Ethylencarbonat gewonnen werden.

## Eigenschaften
N-Methylperfluoroctansulfonamidoethanol ist ein weißer Feststoff, der löslich in Methanol ist.

## Verwendung
N-Methylperfluoroctansulfonamidoethanol wurde zur Herstellung von Polymeren verwendet.

## Regulierung
Da N-Methylperfluoroctansulfonamidoethanol unter die Definition „Perfluoroctansulfonsäure und ihre Derivate (PFOS) C8F17SO2X (X = OH, Metallsalze (O−M+), Halogenide, Amide und andere Derivate einschließlich Polymere)“ fällt, unterliegt es in der EU (Verordnung (EU) 2019/1021) und in der Schweiz (Chemikalien-Risikoreduktions-Verordnung) einem weitreichenden Verbot.